# غارهای بامیان
غارهای بامیان از جمله یادمان‌های دوره کوشانی‌ها بوده و در اثر جنگ‌های چندین ساله و اوضاع جوی بیشتر تخریب شده قابل ترمیم عاجل است. همچنان غارهای قصر کنشکا واقع دره فولادی که یک قسمت آن از بین رفته بقیه آن قابل حفظ و ترمیم عاجل است.
همچنین [غارمومنه]که یک سر آن از سر”جرگ” آغاز و تا ”دیوان” ادامه دارد.غار بسیار زیبا و مخوفی است که از قدمت آن اطلاعاتی در دسترس نمیباشد که آیا یک غار طبیعی است یا ساخته شده دست بشر،ولی احتمال زیاد میرود که طبیعی باشد.ناگفته نماند که از سقف این غاریک ماده دارویی بسیار باارزش بنام[موم لایی]میچکد.شاید منظور از موم لایی همان مومیایی باشد که مصریان باستان از آن برای مومیایی کردن اجساد خود استفاده میکردند.